# Torre Hıdırlık

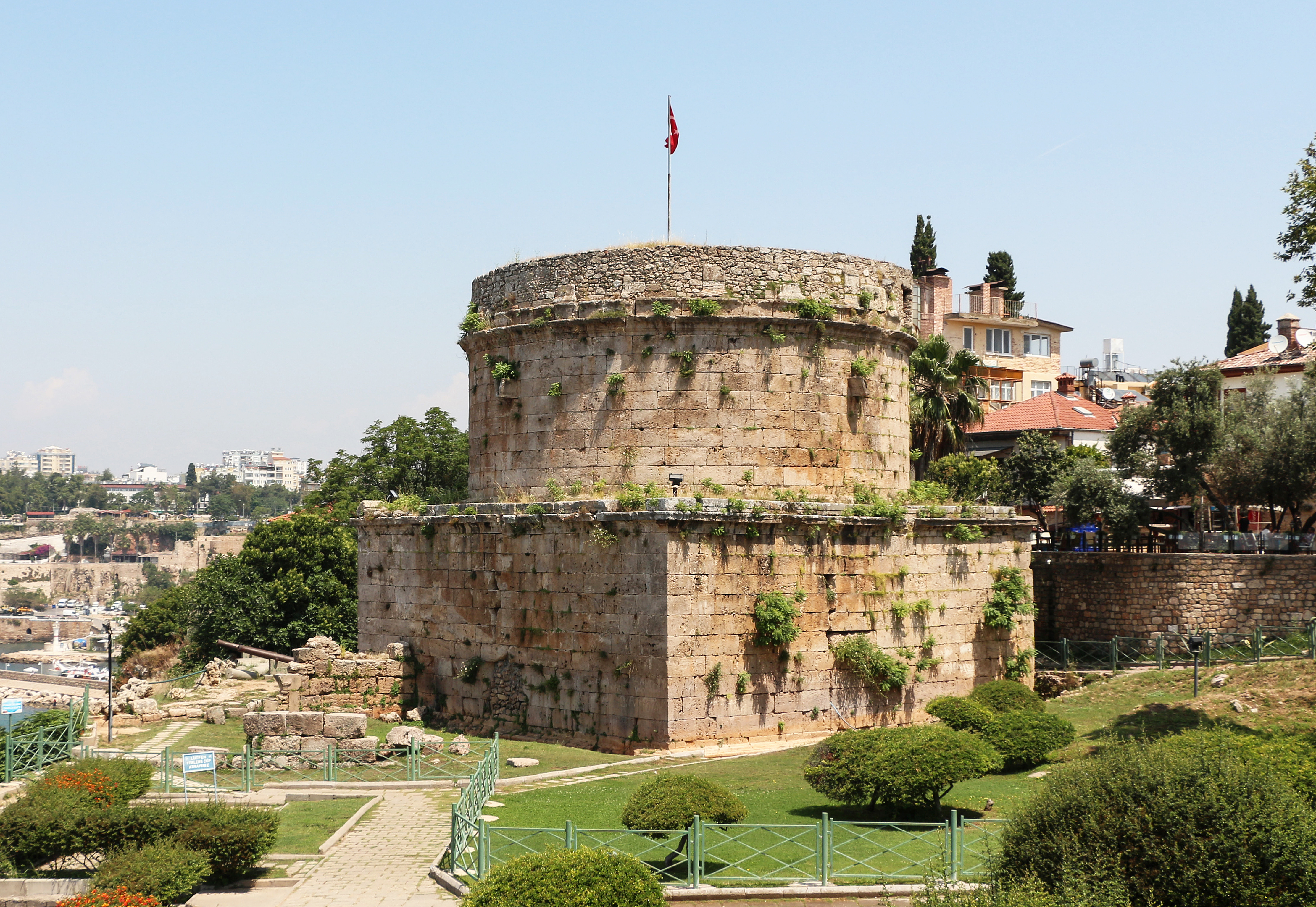
Vista de la Torre Hıdırlık, en Antalya

La Torre Hıdırlık (en turco: Hidirlik Kulesi) es una torre situada en la ciudad de Antalya, en el sur de Turquía, junto al Parque Karaalioglu y Kaleiçi, el centro histórico, en el sitio donde los antiguos muros de la ciudad encuentran las murallas de la costa.
Se supone que fue construida en el siglo II d. C., cuando Antalía formaba parte del Imperio Romano. En un principio con planta cuadrada, se transformó luego en una torre circular en el mismo siglo en que fue construida. Hasta hace poco se pensaba que sería un monumento público, pero estudios recientes sugieren que habría sido construida como un mausoleo en honor de un senador romano y de su familia. Desde entonces sirvió como fortificación o faro. 
La estructura, con 14 metros de altura, consiste en una torre circular erguida sobre un pedestal cuadrado. La puerta, situada en el lado oriental, da acceso a una pequeña sala donde se encuentra una escalera estrecha. En la parte superior hay señales de restauración llevadas a cabo durante los períodos seljúcida y otomano. El monumento es a veces usado como teatro.